# Bernard Tomic
Bernard Tomic (Stuttgart, 21 de Outubro de 1992) é um tenista profissional australiano.
Tomic nasceu em Stuttgart, Alemanha, em 1992. Os pais de Tomic, John (Ivica) e Ady (Adisa), deixaram a Croácia, então uma parte da Iugoslávia, antes do seu nascimento. Eles estavam trabalhando na Alemanha quando Tomic nasceu, antes de se mudarem para Queensland quando ele tinha 3 anos de idade. Sua irmã mais nova, Sara, também é uma jogadora de tênis profissional.
Tenista de grande talento em sua carreira juvenil. Em 2004 e 2006, respectivamente, Tomic venceu os títulos do Orange Bowl da faixa dos 12 anos e dos 14 anos – um dos mais prestigiados eventos da turnê júnior. Em 2008 venceu o Australian Open Júnior, se tornando o campeão mais novo do evento até o momento, na era aberta. Em 2009 venceu também o US Open Júnior.
Em 2011, com 19 anos de idade, chegou às quartas-de-final em Wimbledon, eliminando no caminho o cabeça-de-chave n.5 do torneio Robin Soderling. Encerrou o ano de 2011 como o número 42 do mundo.
Em 2012, chegou nas oitavas-de-final do Australian Open. 
Tomic já foi finalista de 4 torneios de simples da ATP, onde ganhou 3 títulos. 

## ATP Tour finais

### Simples: 6 (4 títulos, 2 vice)
| Legenda                           |
| --------------------------------- |
| Grand Slam (0–0)                  |
| ATP World Tour Finals (0–0)       |
| ATP World Tour Masters 1000 (0–0) |
| ATP World Tour 500 Series (0–1)   |
| ATP World Tour 250 Series (4–1)   |

| Títulos por Piso |
| ---------------- |
| Duro (4–2)       |
| Saibro (0–0)     |
| Grama (0–0)      |
| Carpete (0–0)    |

| Resultado | N. | Data            | Campeonato                                   | Piso | Oponente              | Placar                  |
| --------- | -- | --------------- | -------------------------------------------- | ---- | --------------------- | ----------------------- |
| Campeão   | 1. | 12 Janeiro 2013 | Apia International Sydney, Sydney, Austrália | Duro | Kevin Anderson        | 6–3, 6–7(2–7), 6–3      |
| Vice      | 2. | 11 Janeiro 2014 | Apia International Sydney, Sydney, Austrália | Duro | Juan Martín del Potro | 3–6, 1–6                |
| Campeão   | 3. | 20 Julho 2014   | Claro Open Colombia, Bogotá, Colômbia        | Duro | Ivo Karlović          | 7–6(7–5), 3–6, 7–6(7–4) |
| Campeão   | 3. | 26 Julho 2015   | Claro Open Colombia, Bogotá, Colômbia        | Duro | Adrian Mannarino      | 6–1, 3–6, 6–2           |

## ATP Challengers e ITF Futures finals

### Simples
| Legenda (Simples)      |
| Grand Slam (0)         |
| Tennis Masters Cup (0) |
| ATP Masters Series (0) |
| ATP Tour (0)           |
| Challengers (2)        |
| Futures (0)            |

| Resultado | N. | Data              | Torneio               | Piso | Oponente          | Placar             |
| --------- | -- | ----------------- | --------------------- | ---- | ----------------- | ------------------ |
| Vice      | 1. | 10 Agosto 2008    | Balikpapan, Indonésia | Duro | Yūichi Sugita     | 3–6, 7–6(8–6), 3–6 |
| Campeão   | 2. | 1 Março 2009      | Melbourne, Austrália  | Duro | Marinko Matosevic | 5–7, 6–4, 6–3      |
| Campeão   | 3. | 7 Fevereiro 2010  | Burnie, Austrália     | Duro | Greg Jones        | 6–4, 6–2           |
| Vice      | 4. | 13 Fevereiro 2011 | Caloundra, Austrália  | Duro | Grega Žemlja      | 6–7(4–7), 3–6      |